# ألان كارتر
ألان كارتر (بالإنجليزية: Alan John Carter)‏ هو قاضي صلح ‏ وسياسي بريطاني، ولد في 5 أغسطس 1929 في المملكة المتحدة، وتوفي في 1 أبريل 2016 في نفس البلد.